# کوی یخچال
کوی یخچال یک محله تاریخی در شهر بروجرد است. چهار محله تاریخی شهر بروجرد عبارتند از: کوی صوفیان، کوی رازان، کوی دودانگه و کوی یخچال. 

## نامگذاری
نام کوی یخچال برگرفته از یک یخچال تاریخی موجود در محله است.

## ویژگی ها
یخچال در گذشته بخش غربی شهر محسوب می شده‌است اما امروزه در مرکز شهر قرار گرفته‌است. خیابان شهدا عمده‌ترین راه ارتباطی و مرکز تجاری و ارتباطی شهر بروجرد است. گسترش‌های مدرن شهر بروجرد به سمت غرب عمدتاً از ناحیه کوی یخچال صورت گرفته‌است و به همین دلیل این محله امروزه در ناحیه مرکزی شهر قرار گرفته‌است.

## آثار شاخص
- شاهزاده ابوالحسن
- مسجد امام رضا